# Mestergyilkos (film, 1972)
A Mestergyilkos 1972-ben bemutatott amerikai akció-thriller, melyet Michael Winner, a Bosszúvágy filmek első három részének rendezője rendezett. A főszerepben Charles Bronson és Jan-Michael Vincent látható.
A film nevezetessége a kezdő 16 perc, amiben egy bérgyilkos (Charles Bronson) az első akcióját készíti elő, ez alatt nincs párbeszéd a filmben.

## Cselekmény
Arthur Bishop (Charles Bronson) egy bérgyilkos (angolul a „mechanic”, vagyis „gépész” jelentésű szót alkalmazza a film). Munkájára jellemző, hogy azokat „tisztán” végzi, vagyis nem hagy maga után nyomot, és akcióit többnyire balesetnek álcázza.
Kizárólag egy titkos nemzetközi szervezetnek dolgozik, akiktől az aktuális feladatot egy nagy alakú sárga borítékban kapja meg a kiszemelt áldozat fényképeivel és részletes adataival (ebben az áldozat lakhelyének tervrajzától kezdve a egészségügyi leletei is benne vannak). A szervezet a saját tagjaival szemben szigorú szabályt alkalmaz: ha valaki a legcsekélyebb mértékben olyan gyanúba keveredik, ami veszélyeztetné a szervezet működését, attól azonnal megszabadulnak, mielőtt még kárt okozna.
Nem derül ki, konkrétan ki az első áldozat, akinek szobáját és szokásait Bishop a szemközti olcsó hotel ablakából egy rövid csillagászati távcsővel kitartóan figyeli (a távcső azonban egyenes állású képet ad). Amikor a kiszemelt áldozat távozik a lakásából, Bishop behatol egy álkulccsal. Egy magával hozott hajlékony csövet helyez el a gáztűzhelyben, amibe valamilyen anyagot tesz. A filteres tea dobozában kicseréli a filtereket. A könyvespolcon kivesz egy könyvet és ragasztónak látszó, sötét anyagot nyom a hátsó borító belső oldalára, összenyomja és visszateszi a helyére.
Célpontja később megérkezik, teát főz a tűzhelyen és a Bishop által ott hagyott filtert használja, majd lefekszik az ágyra és olvasni kezd egy könyvet (nem azt, amit Bishop preparált). A filterben is lehetett valami, mert a célpont hamarosan elalszik. A háztűzhelybe rakott csőből egy anyag kezd kifolyni és elzárja a folyamatosan égő őrlángot. Ezután gáz tölti be a lakást. Órák múlva Bishop célba veszi a kiszemelt könyvet és golyót ereszt belé. Ennek hatására a lakásban lévő gáz berobban, a lakás égő pokollá változik.
Arthur Bishop jómódban él egy ízlésesen berendezett házban, értékes festményei vannak, klasszikus zenét hallgat és szereti a jó borokat, de társadalmilag elszigetelten él, nincsenek barátai. depresszió elleni gyógyszert szed, és  stresszes életmódjának következtében egyszer elájul, aminek következtében rövid kórházi kivizsgáláson esik át. Drága prostituáltat tart fenn (Jill Ireland, aki ebben az időben a színész felesége volt), saját, jól berendezett lakásban, akinek az a szerepe, hogy Bishop barátnőjét alakítsa (a lány azzal fogadja, hogy szerelmes levelet írt hozzá, amit hangosan felolvas).
Bishop kapcsolattartója, "Big Harry" McKenna (Keenan Wynn) megkéri rá, hogy szóljon az érdekében a szervezetnél, mert úgy érzi, nem bíznak benne. Bishop megígéri, hogy felhívja a Harry által adott telefonszámot. Nem sokkal később Bishop megbízást kap Harry McKenna megölésére. Ezt a munkát is ugyanúgy, érzelmek nélkül végzi, mintha kívülállóval tenné. Mivel jól ismeri Harryt, tisztában van vele, hogy gyenge a szíve. Egy tengerpartra viszi, ahol állítása szerint a szervezet tagjai tárgyalni akarnak vele. Ő maga egy magaslaton marad, hogy szükség esetén „fedezni tudja” Harryt. A „találkozóra” nem jön senki, ezt Bishop találta ki, aki ekkor lőni kezd Harry lába elé egy hangtompítós revolverből, és kiabálva biztatja Harryt, hogy fusson vissza a kocsihoz, ami az emelkedőn áll. Harry a rohanástól és az izgalomtól kifulladva lerogyik a kocsi ülésére, ahol Bishop kesztyűs kézzel befogja a száját és orrát, ezzel megfojtja. Így az eset szívinfarktusnak fog tűnni.
Harry temetésén Bishop találkozik Harry fiával, Steve-vel (Jan-Michael Vincent). Steve, aki csak kihasználta apját, és nem mutat érzelmeket apja halála miatt (tudta róla, hogy drogeladásból és hasonlókból szerezte a vagyonát), érdeklődik Bishop életmódja iránt, mert arról semmit nem tud (csak azt, hogy kapcsolatban álltak az apjával). Bishop felismeri benne a hasonlóságot saját magával, ezért kezdeti bizalmatlanság után beavatja a fiút, mivel rájön, hogy használni tudja a segítségét. A fiút elkápráztatja, amikor Bishop bemutatja képességei egy részét: repülőgép vezetés, célba lövés, szájról olvasás és különösen erős ujjak (két ujját bedugva belülről szétroppant egy szűk nyakú poharat).
Bishop elmondja neki, hogy minden embernek vannak gyengeségei és ezt kell kihasználni a megöléséhez, ami ekkor már könnyű technikai feladat.
Mielőtt a következő munka miatt elutazna, Bishop véletlenül rábukkan Steve asztalában egy olyan borítékra, amit ő szokott kapni a szervezettől. Ebben azonban az ő fényképe és részletes adatai találhatók. Bishop látszólag nem vesz tudomást arról a tényről, hogy a szervezet őt magát tartja megbízhatatlannak, ezért Steve-et bízták meg az ő kiiktatásával.
A szervezet, aminek Bishop dolgozik, nem hagyta jóvá Steve alkalmazását, a szervezet képviselője kifejezi azt az álláspontot, hogy a szervezet fennmaradása fontosabb az egyéni érdekeknél.
Következő megbízásuk sürgős, ahol a „piszkos munka” is megengedett. Bishop és Steve Nápoly közelében búvárruhában megközelítenek és felrobbantanak egy hajót, annak kiszemelt utasával együtt, annak ellenére, hogy a hajó csapdának bizonyul, mivel tudtak az érkezésükről és fegyveresek vártak rájuk. Azonban mindenkivel végeznek és visszatérnek a hotelba, mielőtt elindulnának az Egyesült Államokba. Az akciót megünneplendő Steve egy finom üveg bort nyit ki, amiből mindketten isznak. Steve ekkor elárulja, hogy Bishop poharát belülről sztrichinnel kente be, ami pár perc alatt végezni fog vele, és nem fog nyoma maradni a szervezetében. Bishop megkérdezi, hogy azért tette-e mert megölte az apját, Steve azonban elárulja, nem tudott róla, hogy gyilkosság történt, azt hitte, hogy apja szívinfarktusban halt meg. Steve azzal kérkedik, hogy ő önállóan fog „dolgozni”, ezzel fölötte áll Bishopnak, akinek a szervezet „adott engedélyt” valakinek a megölésére.
Az USA-ban érve Steve egyenesen Bishop házához viteti magát egy taxival. Miután megcsodálja a lakás berendezését, a piros Mustang autóhoz megy és annak tudatában ül bele, hogy itt már minden az övé. Az autóban azonban egy kézzel írt üzenet várja, amit Bishop írt: elárulja neki, feltételezte, hogy Steve kihasználja a nápolyi utat az ő megölésére, és hogy Steve egy robbanószerkezet időzítését indította el. A kocsi hamarosan felrobban, Steve meghal.

## Szereposztás
- Charles Bronson mint Arthur Bishop, bérgyilkos
- Jan-Michael Vincent mint Steve McKenna, a tanítványa, Harry fia
- Keenan Wynn mint Harry McKenna, Steve apja
- Jill Ireland mint egy lány, Bishop kitartottja
- Linda Ridgeway mint Louise
- Frank Dekova mint egy férfi
- James Davidson mint gyakorló orvos
- Lindsey Crosby mint rendőr
- Steve Vinovich mint vendég a  bulin
- Takayuki Kubota mint Yamoto

## A film készítése
Eredetileg Monte Hellman rendezte volna a filmet. Ő és a forgatókönyvíró Lewis John Carlino heteken át dolgoztak Carlino akkor még nem publikált könyve történetének átdolgozásán, amikor a stúdió lecserélte, és helyette Michael Winnert bízták meg a rendezéssel.
Carlino eredeti írásában a kapcsolat Arthur Bishop és Steve McKenna között kifejezetten homoszexuális volt. Több színész, köztük George C. Scott azonban kereken elutasította a forgatókönyvet, és követelték a homoszexualitás eltávolítását. Carlino úgy jellemzi a Mestergyilkos filmet, mint „élete egyik legnagyobb csalódása”, és hozzáteszi:
Azt akartam bemutatni, hogy a két bérgyilkos életében hogyan befolyásolja kettejük kapcsolatát a szexuális manipuláció. Ez egy sakkjátszma lett volna kettejük között. A fiatal látja a lehetőséget arra, hogy a szexualitásban megtalálja a másik Achilles-sarkát, aminek segítségével legyőzheti. Lebilincselő fordulat, amikor a vége felé rájön, hogy kezd szerelmes lenni, és ez ütközik azzal a vágyával, hogy legyőzze idősebb mesterét. A film ennek alakulásáról szólt volna, ehelyett csináltak belőle egy James Bond utánzatot.
A film harcművészeti jeleneteit egyetlen nap alatt vették fel Takayuki Kubota edzőtermében (aki szintén megjelenik a filmben). A felvételekhez 65 kamerát használtak.

## Fogadtatása
Vincent Canby a The New York Times-tól úgy jellemezte a filmet, hogy „komoly hangvételű melodráma”. Megjegyezte, hogy az apa-fiú rivalizálásnak rejtett homoszexuális értelmezése van, és hogy a sokszor lényegtelen látványelemek dominálnak. Roger Ebert filmkritikus magasztalja Bronson alakítását, megjegyezve, hogy Bronson szemmel láthatóan odafigyel Vincent szövegére, és nem csak azt várja, hogy ő következzen újra. A történetet fordulatosnak tartja, de szerinte a rendezőnek nem sikerült a főszereplők közötti kapcsolat ábrázolása, inkább az unalmas akciójelenetek kidolgozásával volt elfoglalva. Judith Crist kritikus szerint a film „banális kirándulás a mészárlás, a szadizmus és az unalmas párbeszédek világába”. Szerinte a hitelesség elvész a lövöldözésben.

## Egzisztencializmus
A filmnek kifejezett egzisztencialista értelmezése van. Főszereplői kinyilvánítják, hogy rájuk nem vonatkoznak a mások által kitalált szabályok, mert nekik saját szabályaik vannak. Ez abszurd helyzetekhez vezet.
Steve volt barátnője bejelenti neki, hogy öngyilkos lesz és odahívja magához. Steve semmit nem tesz ennek megakadályozására és gúnyolódik a lányon. A lány kéri Steve-et, hogy tartsa vissza, ő azonban erre nem hajlandó. A lány felvágja az ereit. A két bérgyilkos ezt nyugodtan nézi és tárgyilagosan elemzik, hogy mi fog történni: a lány előbb hideget érez, majd elájul és 2-3 óra alatt elvérzik. Jelentős vérveszteség és az első tünet, a hideg észlelésekor a lány még egyszer kéri a segítségüket, mire Steve odadobja neki a kocsi kulcsát, hogy kórházba mehessen.
Bishopnak paradox módon szüksége van egy társadalmi felhatalmazásra tettei végrehajtására, ezért áll egy titkos szervezet alkalmazásában, Steve azonban erről is lemond.
A film végén úgy tűnik, Bishop belefáradt az életbe, mert tisztában van vele, hogy Steve meg akarja ölni, mégis megissza a neki adott pohár bort.

## Újrafeldolgozás
2009. május 7-én bejelentették, hogy Simon West rendező elkészíti a film újrafeldolgozását Jason Stathammel a főszerepben. A film az Egyesült Államokban 2011. január 28-án jelent meg a mozikban.

## Fordítás
- Ez a szócikk részben vagy egészben  a   The Mechanic (1972 film) című angol Wikipédia-szócikk fordításán alapul.  Az eredeti cikk szerkesztőit annak laptörténete sorolja fel. Ez a jelzés csupán a megfogalmazás eredetét és a szerzői jogokat jelzi, nem szolgál a cikkben szereplő információk forrásmegjelöléseként.

## Külső hivatkozások
- Mestergyilkos az Internet Movie Database oldalon (angolul)